# Dichaetomyia fasciculifera
Dichaetomyia fasciculifera är en tvåvingeart som först beskrevs av Stein 1910.  Dichaetomyia fasciculifera ingår i släktet Dichaetomyia och familjen husflugor.
Artens utbredningsområde är Seychellerna. Inga underarter finns listade i Catalogue of Life.